# BurgerTime
BurgerTime is een computerspel dat is ontwikkeld door Data East Corporation en uitgegeven door Dempa Shimbunsha. Het spel kwam in 1982 uit voor de arcade. De speler speelt Chef Pepper en moet hamburgers maken terwijl hij wordt gehinderd door onder meer eieren en worstjes.

## Platforms
| Jaar | Platform                                     |
| ---- | -------------------------------------------- |
| 1982 | Arcade, Atari 2600, Intellivision, PC Booter |
| 1983 | Apple II, Mattel Aquarius                    |
| 1984 | ColecoVision, Commodore 64, TI-99/4A         |
| 1985 | NES                                          |
| 1986 | MSX                                          |
| 2012 | Wii                                          |

## Ontvangst
| Beoordeeld door                     | Platform      | Datum             | Score |
| ----------------------------------- | ------------- | ----------------- | ----- |
| The Video Game Critic               | ColecoVision  | 21 november 2003  | 100%  |
| The Video Game Critic               | Intellivision | 17 september 2000 | 100%  |
| All Game Guide                      | NES           | 1998              | 90%   |
| All Game Guide                      | ColecoVision  | 1998              | 80%   |
| TeleMatch                           | Intellivision | november 1983     | 80%   |
| Digital Press - Classic Video Games | Atari 2600    | 4 juli 2005       | 80%   |
| Game Freaks 365                     | Atari 2600    | 3 juli 2007       | 69%   |
| Allt om hemdatorer                  | Intellivision | december 1983     | 60%   |
| TeleMatch                           | ColecoVision  | juli 1984         | 60%   |
| Defunct Games                       | Wii           | 7 december 2012   | 33%   |